# Alfred North Whitehead
Alfred North Whitehead (15. února 1861 Ramsgate, Kent, Spojené království – 30. prosince 1947 Cambridge, Massachusetts, USA) byl filozof, fyzik a matematik, který se zabýval logikou, matematikou, filozofií vědy a metafyzikou. Teprve v druhé polovině 20. století začal být uznáván jako jeden z nejvýznamnějších anglo-amerických filozofů.

## Život
Narodil se v Ramsgate v hrabství Kent v rodině anglikánského duchovního. Vystudoval Trinity College v Camdridgi, kde po ukončení studií sám působil jako profesor matematiky. V letech 1911–1924 vyučoval aplikovanou matematiku a fyziku v Londýně a poté se na dalších 12 let stal profesorem filozofie na Harvardu. Od roku 1924 žil trvale v USA a plně se věnoval filozofii.

## Myšlení a dílo
| „                              | Posláním vědy je hledat ta nejjednodušší vysvětlení složitých skutečností. Snadno podléháme omylu, že skutečnosti jsou jednoduché, protože jednoduchost je to, co hledáme. Vůdčím mottem každého filozofa přírody by tedy mělo být „Hledej jednoduchost – a nedůvěřuj jí“. | “ |
| — The Concept of Nature (1926) | |   |

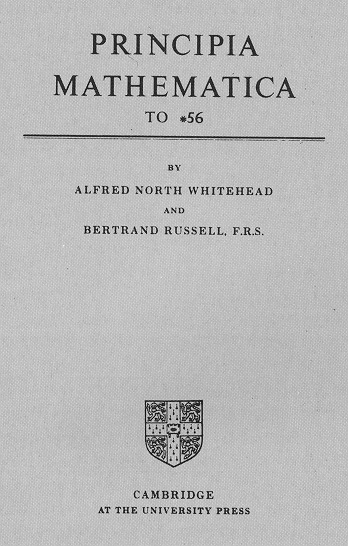
Principia Mathematica

Whiteheadův myšlenkový vývoj bývá rozdělován do tří období. V prvním (do první světové války) se věnoval především matematice. Vedle Pojednání o obecné algebře (1890) napsal se svým bývalým studentem Bertrandem Russellem slavné Principia Mathematica (1910), na jejich druhém vydání (1925) se však už nepodílel.
V druhém, londýnském období se Whitehead zabýval především fyzikou a filozofií vědy v dialogu s Einsteinovou teorií relativity a kvantovou teorií. Zároveň se věnoval také filozofii výchovy a napsal Cíle výchovy (1919). Kritizoval zejména mechanistické pojetí vzdělávání jako nabývání vědomostí. Mezi jeho nejvýznamnější filozofická díla patří Věda a moderní svět (1925).
| „                               | Asi nejhlouběji lze definovat mládí jako život ještě nedotčený tragédií. | “ |
| — Adventures of Ideas, kap. 20. |                                                                          |   |

| „                                   | Obecná definice civilizace: civilizovaná společnost vykazuje pět kvalit pravdy, krásy, dobrodružství, umění a míru. | “ |
| — The Adventures of Ideas, kap. 19. | |   |

Jeho nejznámější dílo, Proces a realita (1929), již spadá do třetího období, kdy Whitehead usiloval o syntézu vědeckého, etického a estetického pohledu na svět. Jedním z hlavních pojmů této procesuální filozofie, kterou označoval jako „spekulativní“, je událost. Tvrdí, že celý vesmír je tvořen předivem událostí, jež neustále vznikají a zanikají. Událost je jakési dynamické kvantum časoprostoru. Whiteheadovo kumulativní pojetí vesmíru zpětně ovlivnilo některé zakladatele kvantové mechaniky, např. Nielse Bohra.
| „                              | Nejlepší obecná charakteristika evropské filozofické tradice je, že je to řada poznámek k Platónovi. | “ |
| — Process and Reality, II.1.1. | |   |

| „                      | Kultura je v nejlepším rozkvětu dokud nezačne analyzovat sebe samu. | “ |
| — Dialogues, 17.8.1941 |                                                                     |   |

Po emeritování roku 1937 Whitehead pokračoval v pravidelných neformálních seminářích pro studenty, které se konaly u něho doma. Sbírka jeho výroků, zaznamenaných při těchto setkáních, vyšla roku 1954 pod názvem Dialogy. Po celý život se Whitehead věnoval také filozofii náboženství. Až do první světové války se sám pokládal spíše za agnostika, pak – i pod vlivem své irské ženy – inklinoval spíše ke katolictví, nebyl však církevně organizován.
| „                                  | Náboženství je loajalita ke světu. | “ |
| — Religion in the Making, kap. II. |                                    |   |

## Význam
Whiteheadovo originální myšlení se těžko prosazovalo, nakonec však mělo značný vliv na filozofii vědy, výchovy i náboženství. Jeho důraz na pohyblivou a „živou“ povahu skutečnosti, inspirovaný Henrim Bergsonem, vedl ke změně pohledu na společnost i vesmír. Jeho pedagogické myšlenky zůstávají stále aktuální a jeho „procesuální teologie“ ovlivnila řadu myslitelů ve světě, z Čechů zejména Ladislava Hejdánka.